# りこりす -lycoris radiata-
『りこりす〜Lycoris Radiata〜』（りこりす リコリス・ラジアータ）は、2006年3月24日にTeriosよりWindows 98/Me/2000/XP向けに発売された18禁恋愛アドベンチャーゲーム。2007年12月20日にはDVDPG版がFinish!より発売され、2012年6月15日にはDL版がDMMで独占発売された。
Windows版には予約特典として、主題歌を除くBGM20曲を収録したサウンドトラックCDが付属する。
ヨットでの一人旅に出た主人公が、嵐に巻き込まれて漂着した謎の孤島に建つ洋館で体験する、ヒロインたちとの日々やその結末を描く。
なお、タイトルにある「りこりす」 (lycoris radiata) とは、ヒガンバナのことである。

## あらすじ
なかなか就職が決まらない大学生の中津海燈和は、教授に唆されて夏休みを丸ごとかけてヨットで日本列島一周の一人旅に出るが、その途中で突然の嵐に巻き込まれて遭難し、謎の孤島へヨットごと漂着する。島には1軒の大きな洋館が建っており、結依、続璃、玖来の三姉妹が、自分たちより幼い容姿の少女・牡丹のもとでメイドとして働いていた。
燈和は嵐に壊されたヨットの修理を進める傍ら、三姉妹との交流を通じて現在の自分の状態や、島と三姉妹や牡丹の正体を知ることとなる。

## 世界設定
孤島
燈和が漂着した孤島。住人はヒロインたち4人だけで、そのうちの1人である牡丹が私有している。周囲を深い霧に囲まれており、携帯電話は電波が届かず、GPSでも探知できない。島の中腹には澄んだ泉を擁する森が茂っているほか、海岸から林を抜けた先の高台には1軒の館が建っている。天測航法で所在地を測定すると赤道直下という結果が出るが、気候は涼やかである。植物は豊かだが、動物や昆虫はまったく生息していない。
正式名称は死者の島。この世とあの世の狭間に位置し、彼岸や常世などと呼ばれる世界である。死者の魂はこの島の沖合いで死神によってその生涯に見合った選別を受け、天国や地獄などへ向かうが、まれに自分が死んだことを自覚していない魂が迷い込んでくることがある。なお、そういった理由から本来のこの島では生者が存在できず、新たな生命が生じることもないため、女性は妊娠しない。また、例外的に森の中では牡丹が「飼育」するハチが営巣している。
館
死者の島に存在する唯一の建造物で、牡丹が所有する洋風の別荘。バロック調の家具やベッドを備えたいくつもの寝室のほか、貯蔵庫として使われる地下室、数人が一度に足を伸ばして入れる浴槽や洗い場とは別にシャワーコーナーすら備えた広い浴室、ビリヤードやダーツを楽しめる娯楽室なども完備された、豪邸である。庭には噴水設備や野菜畑が存在するほか、野生の果物も生えている。邸内に電気は通っているものの電化製品は少ないうえ、厨房ではガスが通っておらず、かまどを用いて調理を行う。庭で育てた野菜や野生の果物などを用い、自給自足に近い生活を行える。
作品の性質上、寝室や浴室を中心に燈和とヒロインたちのセックスの舞台となるが、本来は牡丹が仕事でミスを犯した三姉妹を謹慎させるための施設であり、普段は誰も住んでいない。なお、邸内には木製の共電式電話機が1台だけ設置されているが、これが通じている先はあの世である。
死神
死者の魂が迷わずあの世へ生けるように便宜を図る案内役であり、魂の善悪を裁定する役目を持つ神、もしくはその神に仕える死者のこと。輪廻の輪から外れた魂や、仮死状態で完全に死亡していないにもかかわらず島へ来てしまった生ける死者の世話を務めることも役目の1つである。「生前に悪行を為した魂は必ず地獄へ送らなければならない」など、厳しい規律が存在する。強い未練や絶望で輪廻の輪から外れた魂が死神になることがあるが、この種の者は規律に従って多くの魂をあの世へ送った場合や、生への希望を取り戻した場合などに、上位の死神の手によって再び輪廻の輪へ戻してもらうことができる。なお、死神はその姿が鏡に映らない。
魂
いわゆる霊魂のこと。死者の魂は死者の島の沖合いで死神による裁定を受け、生前に善行を為して眩しく輝いている魂は天国へ、悪行を為して暗く濁っている魂は地獄へ送られ、そこでの一定期間を経て来世へ転生していく。この期間は魂の輝きが強いほど短いが、強い未練や絶望などで転生する気力を失った魂は輝きも濁りもしない無色透明であり、放置しておくと消滅してしまうため、死神にとっては要救助対象となっている。通常の死者の魂に温度は存在しないが、生ける死者の魂には温度が存在しており、この生者だけが持つ命の暖かみは、絶望の淵へ落ちてもがく死者の魂を癒すことができる。

## 登場人物
中津海 燈和（なかつみ とうわ）
主人公。作中で立ち絵は表示されないが、イベントCGにおいては、長身の美形で灰色の髪は目や耳が隠れる程度の長さ、白いシャツにブラウンのスラックスとベストを着用した姿で描かれている。
考古学を専攻する大学3年生。後述の遭難時に所在地を測定した際、その異常さに恐怖ではなく歓喜を覚えて大学の面々へ電話しようと考えるなど、あまり細かいことは気にしない性格をしている。しかし、アダルトゲームの主人公の例に漏れず強靭な精力やヒロインたちを惹きつける魅力は高く、彼女たちとのセックスの際にはそれを発揮しながら（場合によっては、ヒロインに飲まされた媚薬の効力も手伝って）情熱的に愛し合うこととなる。
幼い頃から勉学に励み、高校も大学も一流で通っているが、勉強以外には何の取り柄もない、空っぽな人間になってしまったと感じている。就職活動で思うように成果を上げられず将来について悩んでいたところ、教授から「古代人は帆船で日本列島を一周できたか」を検証してみるように言われ、自分探しを兼ねて教授から借りたヨットに乗り、日本列島一周の一人旅に出た。以前に図書館で偶然見つけた本で読んだ、伝染病患者を献身的に看護して若いまま亡くなった看護婦が遺したという「（末期患者の）その笑顔はこの世の何よりも輝いて見えた」という言葉に感銘を受け、掲載されていた写真の女性に憧れている。
旅の途中で突然の嵐と濃霧に襲われた際に頭を打って気絶し、気付いた時にはヨットごと謎の島へ漂着していたところを、ヒロインたちに保護される。当初は遭難したことよりも借り物のヨットが壊れてしまったことの方を気にかけていたが、ヒロインたちと親しくなるにつれ、彼女たちや島に不審を抱いていく。まもなく、自分が生ける死者となっていたことを知り、生者として現世へ戻るべく島を離れるかこのまま永久に島に留まるかの二択を迫られる。前者を選んだ場合はトゥルーエンドを迎えるが、後者を選んだ場合はノーマルエンドを迎えることとなる。

結依（ゆい）
声 - 風華
孤島の館で働いているメイド三姉妹の長女。身長は168cm、体重は54kg、スリーサイズはB94/W58/H89、靴のサイズは23.0cm。髪は薄紫色のセミショートで瞳は明るい緑色、浅葱色ベースでロングスカートのエプロンドレスを着用している。
館のメイド長であり、家事は主に掃除や洗濯を担当しているが、料理は極めて下手。作った料理の味が凄まじいことはもとより、フランベを試みて厨房を火の海にすることもあるため、厨房へ立ち入ることは妹の続璃や玖来に懸念されている。柔和な性格で他人の耳掃除が得意。音楽鑑賞が趣味であり、家事をしながらよく美しい鼻歌を歌っている。性知識は豊富だが、セックスの実経験は無いため、話題になると動揺しやすい。携帯電話やデジタルカメラを知らず、カメラのことも「写真機」と述べるなど、ハイテク機器には疎い。燈和が持ち込んだMP3プレーヤーに収録されている流行歌を気に入り、彼からプレーヤーを借りては家事の合間に聞いている。
正体は強い未練や絶望によって輪廻の輪から外れた死者の魂で、牡丹に仕える下級の死神。妹たちとの血縁関係は無い。前世は明治後期に生まれた日本人の看護婦で、燈和が伝記を読んで憧れていた写真の女性本人である。第一次世界大戦中のスペインかぜ流行時に末期患者を収容した隔離病院で働き、献身的な看護で大勢の患者の心を死の恐怖から救ったが、まもなく自身も感染して20代前半の若さで死亡した。結依に看取られて死んだ者は穏やかな笑みを浮かべていたことから、後世の書物には白衣の天使のような人物として伝えられているが、実際には患者が次々と死んでいくのを見ているしかない無力感に心を病み、自身も死んだことで自分の人生は無意味なものだったと絶望していた。転生する気力を失って死者の島を彷徨っているところを牡丹に拾われ、自分も死神として彼女を手伝うようになったが、生前の罪悪感から死者の魂の救済に執着しており、本来は地獄へ送るべき悪人の魂まで天国へ送るという禁忌を犯すたびに何度も処罰を受けている。
三姉妹の中で唯一人家族について言及されておらず、転生後の姿が明確に描写されていない。なお、Teriosのファンディスク『テリぷら2』には、燈和が島に留まった場合の後日談（「Another」とは別）が収録されている。

続璃（つづり）
声 - 紗倉奈央
孤島の館で働いているメイド三姉妹の次女。身長は165cm、体重は52kg、スリーサイズはB86/W55/H81、靴のサイズは22.5cm。髪は薄紅色の腰まで届くロングで瞳は明るい赤色、青色ベースでロングスカートのエプロンドレスを着用している。読書時のみ眼鏡をかける。
実質的に館の家事をすべて取り仕切っている、万能メイド。特に料理の腕は相当なもので、厨房を自らの縄張りと認識しており、他人の立ち入りを嫌う。生真面目で怠惰が許せない性質であり、結依や玖来には「秩序の人」などと評されている。当初は冷静沈着な才女のような言動で振る舞っており、勃起した燈和の陰茎を初めて見た際には絶叫して気絶するなど性知識には疎く、直接的な表現で褒められると赤面して動揺するほどだったが、彼と一線を越えた後のセックスの際には一転して積極的な様子も見せる。趣味は読書と音楽。幼い頃から習っているバイオリンは、「恋はやさし野辺の花よ」を特に好んで弾く。また、ハードダーツとビリヤードの技量は達人級で、「T」とイニシャルが入ったダーツを常に携帯しており、怒るとこれを人に向けて投擲する。父の晩酌に付き合っていたことから重度の酒好きであり、酩酊すると甘え上戸になるという一面も持つ。結依と同じく、ハイテク機器には疎い。
正体は結依や玖来と同じく牡丹に仕える下級の死神の1人で、姉妹たちとの血縁関係は無い。前世は大正初期に生まれた日本人の女学生。資産家でもある子爵家の次女に生まれ、慈善事業家の両親、優しい姉、病弱だが芯の強い妹に囲まれ、裕福に暮らしていた。姉の恋人である小説家の男性に恋心を抱いていたが、同時に彼と姉を理想のカップルと見ており、想いは心の内に止めていた。思想的に平塚雷鳥の影響を強く受けており、ある日突然恋人を裏切って父が用意した資産家との結婚を承諾した姉と、笑うだけで怒ろうとしない小説家の男性に強い憤りを覚え、彼らを罵倒する。教師になるという自身の決意を心の支えとするべく、父が経営している貧民街の学校へ赴くが、そこにあったのは寂れた娼館だったため、すべてに裏切られた思いから茫然自失となり、街を徘徊するうちに大通りで馬車に轢かれて死亡した。転生する気力を失って死者の島を彷徨っているところを牡丹に拾われ、自分も死神として彼女を手伝うようになる。
生前の続璃の父
大日本帝国子爵。音痴であるが、よく続璃の弾くバイオリンに合わせて歌っていた。潤沢な資産を慈善事業に投じることで世に知られ、いくつかの私学を経営している。貧困層における教育の普及に力を入れていたが、実務を任せていた人物に資金を横領されてしまい、実際には事前事業はほとんど行われていなかったうえ、莫大な負債を抱えさせられてしまう。家族を守るために止むを得ず長女を資産家に嫁がせて窮地を脱するが、責任感の強い続璃を案じて事情を説明していなかったことから、彼女の死を招く結果となった。その後の消息は不明。
生前の続璃の姉
穏やかで優しく、続璃にとっては理想だった女性。小説家の男性と交際していたが、父が窮地に陥ったことを知り、一家の身代を救うために恋人の同意を得たうえで資産家の男性との政略結婚を決心する。しかし、続璃を案じて事情を説明しなかったことから彼女の死を招いたうえ、下の妹も失ってしまう。その後は婦人運動家として父や妹たちの目指した教育の普及のために尽力し、妹たちの名を掲げた教育基金を設立するべく尽力したが、第二次世界大戦中に連合軍の空襲に遭って志半ばで命を落とす。しかし、島で死神となった続璃のもとへ流れ着いた姉の魂は、生きる気力に溢れて眩しく輝いていた。後に牡丹の計らいで続璃と対話し、和解した。
生前の続璃の妹
難病を患い、長く病床に臥せっていた幼い少女。不遇の死を遂げた続璃の遺志を継いで教師となるべく病の身を押して勉学に励み、率先してリスクの高い手術も受けたが、術後に病状が悪化してしまい、姉の後を追うように短い生涯を終えた。しかし、島で死神となった続璃のもとへ流れ着いた妹の魂は、生きる気力に溢れて眩しく輝いていた。

玖来（くくる）
声 - 大波こなみ
孤島の館で働いているメイド三姉妹の三女。身長は157cm、体重は48kg、スリーサイズはB82/W50/H79、靴のサイズは21.0cm。髪は焦げ茶色のセミロングで左右即頭部で結んでおり、瞳は明るい金色、赤色ベースでミニスカートのエプロンドレスを着用している。
姉たちの手伝いや薪割りなどの肉体労働を担当しており、メイドというよりはメイド見習いである。料理は下手ではないが、かなり奇抜な創作料理しか作らないため、姉たちからは倦厭されている。天真爛漫で、初対面の相手にも物怖じしない性格。食い意地が張っており、毎食大食したうえに盗み食いを働くほど。燈和が入浴中の浴室へバスタオル1枚で乗り込み、「メイドのたしなみである奉仕」を受けるように強要するなど、女性の慎みに欠けるところがあるうえ、牡丹の蔵書から多くの偏った性知識を得ている。後述の理由からテレビっ子であるが、青影の物真似を行うほか、丸大食品のCMのフレーズや『ゲゲゲの鬼太郎』の主題歌の一部、松鶴家千とせのギャグなど、燈和からは若干レトロと感じられるようなネタや、死語の類の言い回しをよく用いる。また、「ゲーム=インベーダー」という認識を持っている。
正体は結依や続璃と同じく牡丹に仕える下級の死神の1人で、姉たちとの血縁関係は無い。前世は昭和中期に生まれた日本人の実業家令嬢で、本名は玖未（くみ）。両親と兄に囲まれて幸せに暮らしていたが、両親を航空事故で亡くし、遺産や航空会社からの慰謝料を親戚に騙し取られたうえに引き取られた親戚宅で虐待を受けたため、兄に連れられて浴室も冷暖房も無いアパートへ転居する。外へ出て働く兄が留守がちであったことから家に引き篭もるようになり、彼が無理をして買ってくれた白黒テレビを見て寂しさを紛らわす日々を送っていた。しかし、ある年の誕生日にささやかなパーティーを準備して兄の帰りを待っていたところ、連絡しないまま料理が冷めきるほど何時間も遅れて帰宅した兄に激昂して表へ飛び出し、自動車にはねられて死亡した。その後、死者の島を彷徨っているところを結依に救われ、死神見習いとして仕事を手伝うようになる。
生前の玖来の兄
親戚の虐待から妹を守り、育てた少年。幼い妹を食べさせるべく懸命に働いたが、それが彼女の孤独感を強めてしまう。ある年の誕生日に、テレビ好きな妹のために知人からカラーテレビを譲り受けて彼女へのプレゼントにしようと考えるが、そのために予想外に帰りが遅くなって妹の死を招いてしまった。天涯孤独となった後も挫けずに強く生き続けて家庭を持ち、授かった娘には妹の名から「玖未」と名付けた。玖来が家を飛び出す際に口走った「大嫌い」を気にしていたが、エピローグでは妹と知らず再会した玖来から「きっと妹さんはお兄さんを大好きなはず」と告げられたことで、わだかまりが解けた。
玖未（くみ）
玖来の兄の娘で、玖来にとっては姪に当たる幼い少女。玖来によく似ている。自称「パパの恋人」。自分の名の由来となった叔母については父から聞かされており、写真に映る彼女を「おばちゃん」と呼んで親しんでいる。エピローグでは父に連れられて出かけた街で玖来と出会い、彼女が父から聞かされていた叔母そっくりであることに驚く。

牡丹（ぼたん）
声 - 雅姫乃
身長は147cm、体重は39kg、スリーサイズはB76/W49/H75、靴のサイズは20.0cm。髪は金色のセミロングで瞳は明るい水色、紺色と赤色ベースでミニスカートのエプロンドレスを着用している。
玖来より幼い容姿をしているが、死者の島と館の主であり、三姉妹からは「お館様」と呼ばれている。表情は乏しく、淡々とした口調で喋る。ドクロマークが描かれた壺に蜂蜜を入れて持ち歩いており、食事の際には何にでもそれをかけて食べる。ガラクタ集めが趣味で、館の地下倉庫には各地から収集した大量のガラクタが無造作に詰め込まれている。
正体は、古代エジプトで恐れられた伝説の死神のセクメト。かつて輪廻の輪から外れた結依、続璃、玖来を下級の死神として従事させてきた一方、物語開始後には島へ迷い込んできた燈和を気に入り、「飼おう」と目論む。
三姉妹の記述にもあるように死神としての地位や能力は極めて高く、対象者を過去へ転生させることすら行える。館での生活では三姉妹に主として死神の厳格さを見せる一方、彼女たちが燈和との交流を経て島を出たいと望んだ際には転生を計らう寛容さも見せる。
個別ルートへの選択肢は三姉妹を攻略後に開くが、その攻略後にはタイトル画面から「Another」を選べるようになる。

## エンディング
以下で主に述べるのは、やがて島を離れることを決意した燈和が三姉妹や牡丹らヒロイン4人と個別に情熱的なセックスや別離を経て再会を果たす「トゥルーエンド」、永久に島に留まることを選んだ燈和が三姉妹と個別に迎える「ノーマルエンド」、そしてノーマルエンドと同様に燈和が島に留まることを選んだうえで三姉妹や牡丹らヒロイン4人と迎える「another」の概要である。
トゥルーエンド
三姉妹と牡丹の各自に用意されているエンディング。
結依
燈和を現世へ無事送り返すべく努めて世話するうち、自分が彼の憧れの人物であったことを知ると、生前の絶望を明かして厳しく否定する。しかし、燈和のおかげで再び生を望み、彼と愛し合うようになる。やがて、ヨットの修理を終えて島を離れる燈和に「必ず生まれ変わって会いに行く」という約束を交わして別れ、牡丹の計らいにより、燈和の主観時間軸における数年後に高校教師となった彼と再会を果たす。
なお、続璃のトゥルーエンドでは彼女の実姉として転生するが、前世や島での記憶、結依という名前は失っている。
続璃
何度もの愛し合いを経てヨットの修理を終え、島を離れる燈和に「何度生まれ変わっても必ず互いを見つける」という約束を交わして別れた後、牡丹の計らいにより、結依や玖来と実姉妹として燈和の主観時間軸で約20年前の過去へ転生し、高校の卒業式の日に彼と再会を果たす。前世や島での記憶を保持しており、燈和が島へ迷い込む以前から彼の住所や携帯電話のメールアドレスまで知っていたが、牡丹には燈和が現世へ戻るまで一切の接触を禁じられていた。しかし、再会後にも燈和に島の風景を見せるなど、現在でも死神としての能力を保持しているような描写が存在する。
玖来
愛し合うようになった燈和に島へ残るように懇願するが、彼の固い決意を受けて自らも生を望み、共に島を去る。その後は燈和と同棲しており、前世における理由から単独での外出を避ける一方、燈和と共に外出する際には現代の街を珍しがり、浮かれ回っている。そこで歳を経た兄や自分の名を継いだ姪の玖未と出会い、妹や叔母であることは名乗らなかったものの、長年の想いを伝えることができた。テレビ好きは変わっていない。
なお、続璃のトゥルーエンドでは彼女の実妹として転生するが、前世や島での記憶、玖来という名前は失っている。
牡丹
自分が生ける死者であることを知って現世へ戻ろうとする燈和をあの手この手で引き止めようとするが、最終的には彼の意思を尊重して島から送り出す。後年には、100歳超えの大往生を遂げて島へ流れ着いた燈和の魂と、再会を果たす。
ノーマルエンド
三姉妹の各自に用意されているエンディング。ここでは、三姉妹のうち1人とのセックスを経て永久に島に留まることを選んだ燈和がさらにセックスを重ねて愛し合った果てに、残り2人のうち1人も彼への想いを募らせていたことが明かされてセックスに加わり、さらに情熱的となった3Pで愛し合う姿が描かれる。そういった内容からも実質的にはハーレムエンドであり（特に続璃と結依が相手の場合、彼女たちの台詞によれば自分たちの嬌声は玖来の部屋まで聞こえていることや、それを聞いた彼女も同様に想いを募らせて近い将来には自分たちに加わり、4Pで愛し合うようになることが示唆されている）、3P中のヒロインたちの組み合わせこそ異なるものの、燈和が永久に島に留まるという結末は同様である。
Another
燈和が永久に島に留まることを選んだうえ、三姉妹や牡丹らヒロイン4人と愛し合うハーレム生活を送るようになった後日談。牡丹を攻略後にタイトル画面で解放され、それ以降は常にタイトル画面からすぐ開始できるという手軽さゆえにそれまでの過程は省略されているうえ、各ノーマルエンドの総括的な後日談の要素も含まれている。ここでは、燈和とヒロイン4人が1か月に1回のペースで牡丹の部屋へ集まり、天蓋とカーテンの付いた豪華なベッドにてノーマルエンド以上に情熱的な5Pに耽る姿が描かれるが、その事前の夕食後には牡丹の持っている蜂蜜の壺が2代目であることや、続璃が5Pに備えて燈和の精力をさらに増強させるドス黒い液体を作って彼に飲ませていたことが明かされる。また、5P後の夜更けのピロートークでは、燈和とヒロイン4人の名前に独特の意味があったことも判明する。

## スタッフ
- ディレクター - 夏椿
- キャラクターデザイン - 横田守
- 原画 - 横田守、土代昭治
- シナリオ - 浮月愁京、狩野伊太郎、北かづき
- 音楽 - drops-tone

## 主題歌
「Message in a Bottle」
作詞・作曲 - あるるかん / 歌 - Rita
「キミオモフ」
作詞・作曲 - あるるかん / 歌 - yuiko

## 関連商品
りこりす -lycoris radiata- ビジュアル・ガイドブック ジャイブファンブックシリーズ
2006年7月3日にジャイブより発売。版権画やイベントCG、原画などを収録したムック本。ISBN 9784861763144
りこりす -lycoris radiata- 結依 立体マウスパッド
2008年8月15日にフロンティアワークスより発売。いわゆるおっぱいマウスパッド。ブラジャーを着けた乳房をメイド服から露出させた結依が印刷されている。
りこりす -lycoris radiata- 1/8 続璃（つづり）
2008年9月にHOBBY STOCKより発売。PVC塗装済み完成品フィギュア。原型製作はアルター。メイド服姿の続璃が設定の1/8サイズで立体化されており、メイド服の下は下着姿となっている。メイド服の配色が異なるワンフェス2008限定版も存在する。

## 評価
レビューサイト・Media Clipのイ・ヤン提督は、シナリオについては「若干物足りなさを感じるかもしれない」「ストーリーの幅広さ・プレイヤーの自由度といった要素は少なめ」と評する一方、「理想的なメイドさんと恋に落ちたいな、ってユーザーの夢を忠実に再現してくれた」とも評している。また、原画については「原画の魅力に加え、さらに＋αがあれば…というのが正直な感想」「純愛ゲームファンなら今のパッケージで満足できると思う」と評している。